# Приорат (католицизм)

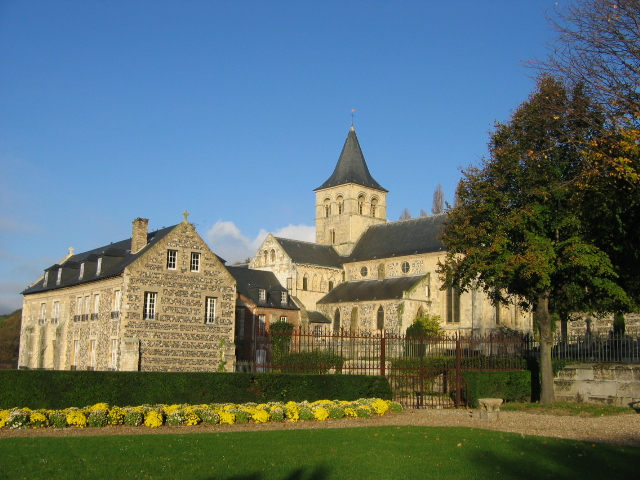
Priory de Graville (фр.), Франция

Приорат (лат. Prioratus) — термин, в некоторых католических монашеских орденах означающий мужской или женский монастырь, управляемый приором (или приорессой), подчинённый соответствующему аббатству.
Как правило, это небольшие монашеские общины, у которых нет собственного игумена, либо которые не имеют канонически необходимого количества 12 монахов, либо по любой другой причине.
Приорат находится в определённой зависимости от соответствующего аббатства, которое управляет им и наставляет в деятельности. Материнские аббатства обычно основывают приораты, когда владеют недвижимостью или приобретают её в отдалённых районах.
В приорат отправляют монахов, которые обрабатывают и управляют этим имуществом, а доход поступает родительскому аббатству. С другой стороны, приораты часто разрастаются — строят свои церкви и монастыри и нередко впоследствии приобретают статус самостоятельных аббатств.